# ماریو آلدو مونتانو
ماریو آلدو مونتانو (ایتالیایی: Mario Aldo Montano؛ زادهٔ ۱ مهٔ ۱۹۴۸) شمشیرباز اهل ایتالیا است.
وی در مسابقات کشوری و بین‌المللی در مجموع برندهٔ ۱ مدال طلا، ۲ مدال نقره شده‌است.